# Lista över kinesiska skådespelare
Följande text är en lista på några av de mest kända kinesiskspråkiga skådespelarna.

## B
- Yuen Biao
- Ann Bridgewater

## C
- Bobo Chan
- Ellen Chan
- Zyi Chan
- Flora Chan
- Kelly Chan
- Jackie Chan
- Nadia Chan
- Chan Weng Hing
- Angela Chang
- Brandon Chang
- Rodney Chang
- Chen Baoguo
- Chen Daoming
- Calvin Chen
- Edison Chen
- Ella Chen
- Kelly Chen
- Zhi-Gong Chen
- Joe Cheng
- Sammi Cheng
- Angie Cheung
- Cecilia Cheung
- Leslie Cheung
- Maggie Cheung
- David Chiang
- Ada Choi
- Charlene Choi
- Jay Chou
- Niki Chow
- Stephen Chow
- Athena Chu
- Cherie Chung
- Christy Chung
- Gillian Chung

## F
- Fan Bingbing
- Theresa Fu

## G
- Ge You
- Gong Li

## H
- Benita Ha
- Chen Hao
- Mike He
- Denise Ho
- Josie Ho
- Jessica Hester Hsuan
- Hu Ge
- Sammo Hung

## J
- Jiang Wen
- Jiao Huang

## K
- Ella Koon
- Rosamund Kwan
- Shirley Kwan
- Kenix Kwok
- Aaron Kwok

## L
- Gigi Lai
- Leon Lai
- Karena Lam
- Andy Lau
- Carina Lau
- Hawick Lau
- Angelica Lee
- Bruce Lee
- Loletta Lee
- San San Lee
- Gigi Leung
- Tony Leung Chiu Wai
- Li Baotian
- Gong Li
- Jet Li
- Nina Li Chi
- Ariel Lin
- Brigitte Lin
- Ruby Lin
- Bernice Liu
- Tao Liu
- Bai Ling
- Candy Lo
- Betty Loh Ti
- Luo Zhi Xiang
- Lucy Liu

## M
- Annie Man
- Karen Mok
- Anita Mui

## N
- Kary Ng
- Sandra Ng

## P
- Pan Wei Bo
- Diana Pang

## Q
- Jiang Qinqin (stage name is Shui Ling)

## R
- Michelle Reis
- Ruan Lingyu, silent-film actress

## S
- Charmaine Sheh
- Shi Qing
- Shu Qi
- Fiona Sit
- Maggie Siu
- Alec Su

## T
- Tang Guoqiang
- Stephy Tang
- Nicholas Tse
- Angela Tong

## W
- Irene Wan
- Jiro Wang
- Wang Gang
- Bosco Wong
- Emme Wong
- Fann Wong
- Faye Wong
- Joey Wong
- Race Wong
- Chun Wu
- Daniel Wu
- Myolie Wu
- Vanness Wu

## X
- Xu Zheng
- Xu Jinglei
- Xu Xiliang

## Y
- Arron Yan
- Jerry Yan
- Rainie Yang
- Sally Yeh
- Michelle Yeoh
- Charlie Yeung
- Miki Yeung
- Miriam Yeung
- Cherrie Ying
- Amy Yip
- Shawn Yue
- Anita Yuen
- Yuen Biao
- Chow Yun Fat
- Joey Yung

## Z
- Dan Zhao
- Fengyi Zhang
- Guoli Zhang
- Ziyi Zhang
- Tielin Zhang
- Junli Zheng
- Vic Zhou
- Ken Zhu